# Saccifolium
Saccifolium,  monotipski biljni rod iz porodice Gentianaceae, smješten u tribus Saccifolieae. 
Jedina vrsta je S. bandeirae iz sjevernog Brazila (Amazonas) i Venezuele (Amazonas).
Rod je opisan u Memoirs of The New York Botanical Garden 29: 242. 1978.